# Valentino Bošković
Valentino Bošković, hrvatski glazbeni sastav. Sviraju kad se susretnu dvojica članova, od kojih jedan živi u Splitu, a drugi u Zagrebu. Za sebe kažu da su kombinacija "Davida Bowieja, Daft Punka, Syda Barretta i Novih fosila".

## Povijest
Okupili su se 2003./2004., ali u jednoj drugoj sviračkoj konfiguraciji, 'pra-Kundacima'. Dvojica članova susreli su se na prostoru na Bačvicama u kojem se je držala remitenda Feral Tribunea početkom 2000-ih. Povezalo ih je sviranje s bubnjarom Srđanom Jeličićem iz benda Kundyak Mezhie, poslije i u Grooviesima. Ime su si uzeli "Valentino se nama javio jednu večer u već spomenutom prostoru na Bačvicama. Bila je to epifanija. On nam je ispričao cijelu priču o sebi, prvom bračkom astronautu koji se 1646. lansirao u svemir s postaje na Vidovoj gori. Njegov roketomobil pomogla mu je sastavit nona Karmela koja je jedina u mistu znala slova i brojke, pa su joj govorili da je višćunka." Za svoj projekt skupili su imena kao Dežulović, TBF, Andriju Škaru, Karla Kazinotija i Mišu Komendu. Jezik na kojem pjevaju je hrvatsko narječje na Braču kojim se govorilo na Braču sredinom 17. stoljeća. Humoristično obrađuju svemirske teme i teme putovanja u svemir. Članovi Valentina Boškovića već su dugo svirali u raznim kombinacijama. Neko vrijeme su se preko interneta "dodavali" sa snimkama kućne izrade a cilj je bio napraviti što lošiju skladbu. Priča s Valentinom Boškovićem počinje od "jedne dosadne splitske zime" 2013. godine. Prvi su snimali jednu stvar na engleskom, a iz te se sesije rodio sastav Valentino Bošković. CD Vodič kroz galaksiju za redikule koji su objavili kažu da je kompilacija objavljena "povodom pet godina nepostojanja benda koja okuplja njihova dva albuma, 'VSSR' (2014.) i 'Marsovsku listinu' (2016.), i jednu bonus stvar, 'Milde Sorte' ". S TBF-o su surađivali na skladbi Adio, Trafikonte. Uspješnice koje su ostvarile veću gledanost na YouTubeu su "Ritki zrok", "Leteće banane", "Sudnji Don", "Roketomobil", "Adeyta", "Pippanonna".

## Diskografija
- VSSR, studijski album, samizdat, (2014.)
- Marsovska listina, studijski album, samizdat, (2016.)
- MARS, MARS, MARS ep , EP, Balkan Veliki (2017.)
- Vodič kroz galaksiju za redikule, kompilacijski album, Mudri brk, (2018.)
- Velika praska, studijski album, samizdat, (2020.)

## Članovi
Članovi:
- Branko Dragičević
- Josip Radić

## Vanjske poveznice
- Discogs
- Facebook
- Bandcamp
- YouTube
- VIDEO: ZARAZNO DOBRO... Valentino Bošković ima novi singl posvećen legendarnom članu grupe Queen! Poslušajte i uživajte! Zadarski.hr, 3. rujna 2019.
- Vlatka Semenčić: Recenzija: Marsovska listina Ziher.hr, 12. rujna 2016.
- Valentino Bošković: Brain May – Lovci na maglu gitarista grupe Queen  Arhivirana inačica izvorne stranice od 10. ožujka 2021. (Wayback Machine) DOP magazin
- Mixeta